# Żabnik (Możdżanów)
Żabnik (niem. Zabnikteich) – nieoficjalna nazwa, przysiółek wsi Możdżanów w Polsce położona w województwie wielkopolskim, w powiecie ostrowskim, w gminie Sośnie.
Miejscowość wchodzi w skład sołectwa Możdżanów.
W latach 1975–1998 miejscowość należała do województwa kaliskiego.
W okresie międzywojennym w miejscowości stacjonowała placówka Straży Granicznej I linii „Żabnik”.